# Ariane de Rothschild
Ariane Elizabeth de Rothschild, rođena kao Ariane Elizabeth Langner (* San Salvador, Salvador, 14. studenog 1965.), francuska bankarica i predsjednica uprave Edmond de Rothschild Group-e od travnja 2019. godine; prva žena na čelu neke Rothschildove financijske institucije.

## Životopis
Rođena je u latinoameričkoj državi Salvadoru u francuskoj obitelji. Otac joj je bio izvršni direktor u međunarodnoj farmaceutskoj kompaniji. Živjela je s roditeljima u brojnim državama do svoje punoljetnosti (Bangladeš, Kolumbija, DR Kongo).
Školovala se na Sciences Po u Parizu te na Pace Universityju u New Yorku. Još tijekom studiranja radila je za banku Société Générale u New Yorku. Po završetku studija 1990. godine, radila je za American International Group, gdje 1993. godine upoznala baruna Benjamina de Rothschilda (r. 1963.), koji je bio klijent te kompanije. Udala se za njega 1999. godine i preuzela dužnosti u kompanijama u unutar Rothschildove grupe (vinarije, farme, hoteli, restorani). Godine 2006. pridružila se nadzornom odboru La Compagnie Financière Edmond-de-Rothschild (LCF). Dvije godina kasnije postala je član uprave, a 2009. godine imenovana je potpredsjednicom uprave. Usmjerila se na okolišne i društvene utjecaje investiranja. Godine 2010. kompanija je promijenila ime u Edmond de Rothschild Group. Godine 2015. Ariane je imenovana je predsjednicom izvršnog odbora, a 2019. imenovana je predsjednicom uprave.

### Privatni život
Udala se 23. siječnja 1999. godine za supruga Benjaminom, s kojim ima četvero djece:
- Noémie Alix Michèle Léonora Harley de Rothschild (r. 1995.)
- Alice Adélaïde Betty Nadine de Rothschild (r. 1999.)
- Eve de Rothschild (r. 2001.)
- Olivia de Rothschild (r. 2002.)

## Vanjske poveznice
- Ariane de Rothschild izaziva švicarski konzervativizam - Financial Times (engl.)